# 美湖駅
美湖駅（ミホえき）は大韓民国忠清北道清州市興徳区にかつて存在した、大韓民国鉄道庁の駅である。

## 歴史
- 1921年11月1日：月谷駅として開業[1]
- 1955年7月1日：忠北月谷駅から美湖駅に改称[2]。
- 1969年8月1日：無人化[3]
- 1974年8月15日：複線化に伴い廃止[4]。